# Carbonilazione
La carbonilazione è una reazione chimica che introduce monossido di carbonio in substrati organici o inorganici. Il monossido di carbonio è un reagente abbondantemente disponibile e dotato di una reattività che ne rende conveniente l'ampio utilizzo in chimica industriale.

## Chimica organica
Diversi composti chimici di interesse industriale sono preparati utilizzando le carbonilazioni, che possono essere reazioni altamente selettive. Le carbonilazioni producono carbonili organici, ovvero composti che contengono il gruppo funzionale C=O come aldeidi, acidi carbossilici ed esteri.

### Idroformilazione
L'idroformilazione comporta l'addizione di monossido di carbonio e di idrogeno a composti organici insaturi, solitamente alcheni. Di solito i prodotti sono aldeidi:
RCH=CH2 + H2 + CO → RCH2CH2CHO
La reazione richiede un catalizzatore metallico che lega il monossido di carbonio, l'idrogeno, e l'alchene, permettendo a questi substrati di combinarsi all'interno della sua sfera di coordinazione.

### Decarbonilazione
Molti carbonili organici subiscono decarbonilazione. Un comune processo di decarbonilazione implica la conversione di aldeidi ad alcani, solitamente catalizzata da complessi metallici:
RCHO → RH + CO
Di solito la decarbonilazione è un processo indesiderato perché viene perso un gruppo funzionale. Queste reazioni procedono attraverso idruri metallici acilici. I chetoni e altri composti carbonilici sono più resistenti alla decarbonilazione rispetto alle aldeidi.

### Reazione di Reppe
La reazione di Reppe, così chiamata in onore di Walter Reppe, è una reazione che addiziona monossido di carbonio e un donatore di un idrogeno acido a un substrato organico. La sua applicazione principale è nell'ambito del processo Monsanto per la sintesi dell'acido acetico, che produce acido acetico utilizzando metanolo. L'anidride acetica è prodotta tramite una carbonilazione simile dell'acetato di metile. Alcheni e alchini sono i substrati delle correlate idrocarbossilazioni e idroesterificazioni. L'idrocarbossilazione è utilizzata industrialmente per produrre acido propionico a partire da etilene:
H2C=CH2 + H2O + CO → CH3CH2COOH
Queste reazioni utilizzano metalli di transizione, come il rodio o altri, quali catalizzatori in grado di legare il monossido di carbonio e attivarlo. Nella sintesi industriale dell'ibuprofene, un alcol benzilico viene convertito nel corrispondente acido carbossilico mediante una reazione catalizzata dal palladio:
ArCH(CH3)OH + CO → ArCH(CH3)COOH
Nella idroesterificazione si addiziona un alcol invece che acqua: H2C=CH2 + R-OH + CO → CH3CH2COOR.

### Altre reazioni
La reazione di Koch (e anche le reazioni di Koch-Haaf correlate) comporta l'addizione di monossido di carbonio a composti insaturi in presenza di acidi forti quale l'acido solforico. Questo metodo è utilizzato meno frequentemente nella sintesi industriale rispetto alle reazioni catalizzate da metalli descritte in precedenza. La sintesi industriale dell'acido glicolico viene effettuata in questo modo:
CH2O + CO + H2O → HOCH2CO2H
La conversione dell'isobutene in acido pivalico è un altro esempio illustrativo:
(CH3)2C=CH2 + H2O + CO → (CH3)3CCO2H
Il dimetilcarbonato e il dimetilossalato, attraverso un'altra reazione diversa da quella di Koch, sono prodotti industrialmente utilizzando monossido di carbonio. Queste reazioni richiedono un agente ossidante:
2 CH3OH + 1/2 O2 + CO → (CH3O)2CO + H2O

## Metallocarbonili
Il monossido di carbonio è in grado di reagire con i metalli di transizione formando una serie di complessi che rivestono un certo interesse nell'ambito della chimica metallorganica. La molecola di CO rappresenta un ligando che può entrare a far parte della sfera di coordinazione del metallo tramite una combinazione diretta o una carbonilazione riduttiva.
La combinazione diretta utilizza il metallo finemente suddiviso fatto reagire direttamente con monossido di carbonio:
Ni + 4 CO → Ni(CO)4
La carbonilazione riduttiva sfrutta invece un composto metallico (come un sale, un complesso, o un ossido) e un agente riducente (si ricordi che il numero di ossidazione del metallo in un metallocarbonile è 0):
CrCl3 + Al + 6 CO → AlCl3 + Cr(CO)6
I metallocarbonili sono ampiamente utilizzati come catalizzatori nella idroformilazione e nella reazione di Reppe descritte in precedenza.